# Jalaun (Distrikt)
Der Distrikt Jalaun (Hindi जालौन जिला, Urdu ضلع جالون) ist ein Distrikt im nordindischen Bundesstaat Uttar Pradesh.
Die Fläche beträgt 3686 km². Verwaltungssitz ist die Stadt Orai.

## Bevölkerung
Die Einwohnerzahl liegt bei 1.689.974 (2011). Die Bevölkerungswachstumsrate im Zeitraum von 2001 bis 2011 betrug 16,19 %. Jalaun hat ein Geschlechterverhältnis von 865 Frauen pro 1000 Männer. Der Distrikt hat eine Alphabetisierungsrate von 73,75 % im Jahr 2011, eine Steigerung um knapp neun Prozentpunkte gegenüber dem Jahr 2001. Knapp 89 % der Bevölkerung sind Hindus und ca. 10 % sind Muslime.
Die Urbanisierungsrate des Distrikts beträgt ca. 24,8 %. Größte Agglomeration ist Orai mit 190.575 Einwohnern.